# Fokal virksomhed
En fokal virksomhed er den centrale del af en forsyningskæde og initiativtageren til en transaktion, hvor den fokale virksomhed udtænker, designer og producerer varer eller tjenester til et bestemt forbrug. Der vil typisk være mange underleverandører, der hjælper i fremstillingen af produktet, men det er den fokale virksomhed, der står som den primære aktør og ejer af færdigproduktet. 
| Firma | Spire Denne artikel om et firma eller en virksomhed er en spire som bør udbygges. Du er velkommen til at hjælpe Wikipedia ved at udvide den. |